# Frédéric Roux
Frédéric Roux (Nancy, 27 juni 1973) is een voormalige Franse doelman.

## Carrière
Roux is een jeugdproduct van AS Nancy. Hij stroomde er door naar het eerste elftal. Na een uitleenbeurt aan tweedeklasser LB Châteauroux vertrok hij in 2000 naar Girondins de Bordeaux, waar hij in de schaduw stond van eerste doelman Ulrich Ramé. Roux leverde wel een stevige bijdrage aan de Coupe de la Ligue-zege van Bordeaux in 2002: hij stond vanaf de tweede ronde onafgebroken in doel en hielp de club in de achtste finale voorbij Olympique Lyon na een strafschoppenreeks waarin hij de strafschoppen van Jean-Marc Chanelet en Christophe Delmotte stopte.
In 2006 verliet Roux na zes seizoenen Bordeaux voor AC Ajaccio, waar hij titularis werd in de Ligue 2. Nadat zijn contract daar afliep, pikte Olympique Lyon hem in augustus 2007 op om de zware blessure van eerste doelman Grégory Coupet op te vangen. Roux werd er de doublure van Rémy Vercoutre en daalde na de terugkeer van Coupet een plaatsje in de doelmannenhiërarchie. Roux speelde geen enkele officiële wedstrijd voor Lyon, maar won dat seizoen wel mee de Ligue 1 en de Coupe de France.